# Virslīga (2025)
Virslīga 2024 (znana jako TonyBet Virslīga ze względów sponsorskich)  – 34. edycja najwyższej klasy rozgrywkowej piłki nożnej w Łotwie.
Bierze w niej udział 10 drużyn, które w okresie od 5 marca do 9 listopada 2025 rozegrają 36 kolejek meczów.
Sezon zakończy baraż o miejsce w przyszłym sezonie w Virslīga.
Tytuł mistrzowski broni drużyna FK RFS.

## Uczestniczące drużyny
| Uczestnicy poprzedniej edycji | Uczestnicy poprzedniej edycji | Uczestnicy poprzedniej edycji | Uczestnicy poprzedniej edycji |
| --- | ----------------------------- | ----------------------------- | ----------------------------- |
| RFS | FK RFS                        | Ryga                          | 1                             |
| BAR | Riga FC                       | Ryga                          | 2                             |
| AUD | FK Auda                       | Ķekava                        | 3                             |
| VAL | Valmiera FC                   | Valmiera                      | 4                             |
| DAU | BFC Daugavpils                | Dyneburg                      | 7                             |
| MEL | FK Lipawa                     | Lipawa                        | 5                             |
| MET | FK Metta                      | Ryga                          | 9                             |
| TUK | FK Tukums 2000                | Tukums                        | 8                             |
| FSJ | FS Jelgava                    | Jełgawa                       | 10                            |
| po barażach |                               |                               |                               |
| GRO | Grobiņas SC                   | Grobiņa                       | 9                             |
| Awans z Nākotnes Līga |                               |                               |                               |
| SNO | SK Super Nova                 | Ryga                          | 1                             |
| Oznaczenia: - kolumna pierwsza – skróty nazw drużyn, - kolumna trzecia – siedziba klubu, - kolumna czwarta – miejsce zajęte w poprzednim sezonie. |                               |                               |                               |

## Tabela
| Lp. | Drużyna        | M  | Z  | R  | P  | B+ | B– | +/– | Pkt | Kwalifikacja lub spadek                        |
| --- | -------------- | -- | -- | -- | -- | -- | -- | --- | --- | ---------------------------------------------- |
| 1   | Riga FC        | 26 | 21 | 4  | 1  | 61 | 17 | +44 | 67  | Liga Mistrzów UEFA • I runda kwalifikacyjna    |
| 2   | FK RFS         | 26 | 21 | 1  | 4  | 70 | 25 | +45 | 64  | Liga Konferencji UEFA • I runda kwalifikacyjna |
| 3   | FK Liepāja     | 26 | 13 | 5  | 8  | 44 | 38 | +6  | 44  | Liga Konferencji UEFA • I runda kwalifikacyjna |
| 4   | FK Auda        | 26 | 11 | 4  | 11 | 34 | 30 | +4  | 37  |                                                |
| 5   | BFC Daugavpils | 26 | 9  | 7  | 10 | 38 | 45 | −7  | 34  |                                                |
| 6   | FS Jelgava     | 26 | 7  | 7  | 12 | 23 | 31 | −8  | 28  |                                                |
| 7   | FK Tukums 2000 | 26 | 6  | 6  | 14 | 28 | 48 | −20 | 24  |                                                |
| 8   | SK Super Nova  | 26 | 4  | 11 | 11 | 28 | 37 | −9  | 23  |                                                |
| 9   | FK Metta       | 26 | 5  | 6  | 15 | 23 | 52 | −29 | 21  | baraż o Virslīga                               |
| 10  | Grobiņas       | 26 | 5  | 5  | 16 | 23 | 49 | −26 | 20  | spadek do Nākotnes Līga                        |

## Wyniki
| Gospodarz \ Gość | AUD | DAU | GRO | JEL | LIE | MLU | RFS | RIG | SNO | TUK | AUD    | DAU    | GRO    | JEL    | LIE    | MLU    | RFS    | RIG    | SNO    | TUK    |
| ---------------- | --- | --- | --- | --- | --- | --- | --- | --- | --- | --- | ------ | ------ | ------ | ------ | ------ | ------ | ------ | ------ | ------ | ------ |
| FK Auda          |     | 1–1 | 2–0 | 2–0 | 3–0 | 4–1 | 1–2 | 1–3 | 1–0 | 2–0 |        | 1–3    | 24 sie | 2–0    | 20 paź | 0–1    | 31 sie | 1–3    | 22 wrz | 2 lis  |
| BFC Daugavpils   | 2–1 |     | 3–2 | 1–0 | 4–2 | 2–0 | 1–2 | 0–1 | 1–1 | 3–0 | 5 paź  |        | 15 wrz | 2–0    | 2 lis  | 23 sie | 1–7    | 26 wrz | 25 paź | 1–2    |
| Grobiņas         | 1–2 | 3–2 |     | 1–1 | 2–0 | 2–4 | 1–4 | 0–2 | 1–1 | 2–0 | 9 lis  | 1–0    |        | 29 sie | 19 wrz | 0–1    | 2–3    | 2 lis  | 18 paź | 4 paź  |
| FS Jelgava       | 3–1 | 4–1 | 1–0 |     | 0–1 | 2–1 | 2–2 | 1–1 | 2–1 | 2–1 | 27 wrz | 18 paź | 0–1    |        | 1–2    | 2 lis  | 0–1    | 21 wrz | 20 lip | 23 sie |
| FK Liepāja       | 0–0 | 1–1 | 4–1 | 1–0 |     | 4–0 | 2–1 | 2–5 | 2–2 | 0–0 | 2–0    | 2–1    | 2–0    | 25 paź |        | 1–0    | 28 wrz | 2–3    | 25 sie | 14 wrz |
| FK Metta         | 0–1 | 2–2 | 1–1 | 0–0 | 2–3 |     | 1–0 | 0–3 | 0–2 | 3–2 | 26 paź | 9 lis  | 27 wrz | 2–2    | 29 sie |        | 0–4    | 19 paź | 14 wrz | 0–3    |
| FK RFS           | 1–0 | 5–1 | 6–0 | 1–0 | 4–1 | 2–0 |     | 0–1 | 2–1 | 2–0 | 1–0    | 21 wrz | 26 paź | 13 wrz | 2–1    | 5 paź  |        | 24 sie | 4–1    | 6–2    |
| Riga FC          | 2–2 | 1–2 | 3–0 | 2–0 | 2–0 | 1–1 | 3–1 |     | 2–0 | 3–0 | 13 wrz | 1–1    | 2–0    | 3–0    | 3 paź  | 3–2    | 9 lis  |        | 2–0    | 24 paź |
| SK Super Nova    | 1–1 | 4–1 | 1–1 | 0–0 | 1–3 | 4–0 | 1–2 | 1–5 |     | 1–1 | 0–1    | 1–1    | 0–0    | 4 paź  | 9 lis  | 1–1    | 2 lis  | 30 sie |        | 1–0    |
| FK Tukums 2000   | 2–4 | 0–0 | 2–0 | 1–1 | 2–2 | 2–0 | 2–5 | 0–3 | 2–2 |     | 1–0    | 30 sie | 2–1    | 9 lis  | 1–3    | 20 wrz | 19 paź | 0–1    | 28 wrz |        |

## Najlepsi strzelcy
| Bramki | Strzelcy          | Drużyna        |
| ------ | ----------------- | -------------- |
| 21     | Darko Lemajić     | FK RFS         |
| 14     | Ingars Pūlis      | FK Tukums 2000 |
| 13     | Djibril Guèye     | FK Liepāja     |
| 11     | Jānis Ikaunieks   | FK RFS         |
| 10     | Marko Regža       | Riga FC        |
| 9      | Kemelho Nguena    | FK Auda        |
| 9      | Reginaldo Ramires | Riga FC        |
| 8      | Mor Talla Gaye    | FK RFS         |

Stan na 2025-08-10. Źródło: .